# War of the Worlds (2014)
War of the Worlds (2014) foi um evento de luta livre profissional transmitido em formato ipay-per-view co-produzido pela New Japan Pro Wrestling e Ring of Honor, que ocorreu no dia 17 de maio de 2014 no Hammerstein Ballroom na cidade de Nova Iorque. Esta foi a primeira edição da cronologia do War of the Worlds.

## Antes do evento
War of the Worlds teve lutas de wrestling profissional envolvendo diferentes lutadores com rivalidades e storylines pré-determinadas que se desenvolveram no Ring of Honor Wrestling — programa de televisão da Ring of Honor (ROH). Os lutadores interpretaram um vilão ou um mocinho seguindo uma série de eventos para gerar tensão, culminando em várias lutas.

## Resultados
| Nº                                          | Resultados | Estipulações                                           | Tempo |
| ------------------------------------------- | --- | ------------------------------------------------------ | ----- |
| Pré- show                                   | Caprice Coleman derrotou Adam Page (com Jimmy Jacobs)                                                                      | Luta individual                                        | N/A   |
| 1                                           | ACH, Matt Taven e Tommaso Ciampa derrotaram Forever Hooligans (Alex Koslov e Rocky Romero) e Takaaki Watanabe              | Luta de trios                                          | 4:30  |
| 2                                           | The Decade (B.J. Whitmer e Roderick Strong) (com Adam Page e Jimmy Jacobs) derrotou The World Class Tag Team (Gedo e Jado) | Luta de duplas                                         | 8:40  |
| 3                                           | Jay Lethal (c) (com Truth Martini) derrotou Kushida                                                                        | Luta individual pelo ROH World Television Championship | 11:40 |
| 4                                           | Bullet Club (Doc Gallows e Karl Anderson) (c) derrotou The Briscoes (Jay Briscoe e Mark Briscoe)                           | Luta de duplas pelo IWGP Tag Team Championship         | 10:40 |
| 5                                           | Shinsuke Nakamura derrotou Kevin Steen                                                                                     | Luta dindividual                                       | 12:48 |
| 6                                           | Hiroshi Tanahashi derrotou Michael Bennett (com Maria Kanellis)                                                            | Luta individual                                        | 13:44 |
| 7                                           | reDRagon (Bobby Fish e Kyle O'Reilly) (com Tom Lawlor) derrotou The Young Bucks (Matt Jackson e Nick Jackson) (c)          | Luta de duplas pelo ROH World Tag Team Championship    | 12:47 |
| 8                                           | Adam Cole (c) derrotou Jushin Thunder Liger                                                                                | Luta individual pelo ROH World Championship            | 13:14 |
| 9                                           | A.J. Styles (c) derrotou Kazuchika Okada (com Gedo) e Michael Elgin                                                        | Luta three-way pelo IWGP Heavyweight Championship      | 18:02 |
| (c) – Refere-se aos campeões antes da luta. | |                                                        |       |